# Mai Kỷ

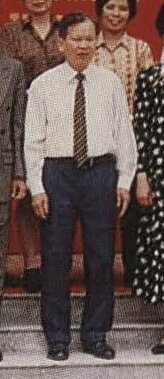
Mai Kỷ năm 1997

Giáo sư Mai Kỷ (sinh ngày 31 tháng 12 năm 1930, mất ngày 25 tháng 5 năm 2016) là nguyên Bộ trưởng-Chủ nhiệm Ủy ban Quốc gia Dân số và Kế hoạch hoá gia đình, nguyên Phó Chủ nhiệm Ủy ban Kế hoạch Nhà nước, nguyên Phó Chủ nhiệm Văn phòng Chính phủ, nguyên Thứ trưởng Bộ Cơ khí-Luyện kim, nguyên Phó Viện trưởng Viện Luyện kim màu, nguyên cán bộ giảng dạy Trường Đại học Bách khoa Hà Nội. Ông được trao tặng Huân chương Độc lập hạng Nhất, Huy hiệu 65 năm tuổi Đảng.

## Tiểu sử
Giáo sư Mai Kỷ sinh ra ở xứ dừa Tam Quan, Hoài Nhơn, Bình Định, trong một gia đình họ Mai có truyền thống hiếu học. Thân sinh ra ông là cụ Mai Cù, từng là Trưởng Ty Tài chính Bình Định sau đó tập kết ra Bắc và làm trưởng một phòng nghiệp vụ của Bộ Tài chính. Giáo sư Mai Kỷ có 7 anh em, trong đó có ông Mai Ái Trực, từng là Bộ trưởng Bộ Tài nguyên Môi trường và Mai Liêm Trực nguyên Thứ trưởng thường trực Bộ Bưu chính Viễn thông (2002 – 2005).

## Sự nghiệp
Ông Mai Kỷ học tập ở Liên Xô, đến năm 1959 thì trở về làm giảng viên ở trường Đại học Bách khoa. Năm 1963, ông tiếp tục được cử đi học hàm tiến sĩ ở Liên Xô. Năm 1966, ông trở về Việt Nam với học hàm Phó Tiến sĩ (PTS), bậc hàm này lúc đó rất hiếm. Dù vây ông vẫn quay lại với công việc giảng dạy quen thuộc tại trường Đại học Bách khoa Hà Nội, dù trước khi đi ông đã là trưởng phòng Giáo vụ. Suốt 10 năm, dù chỉ đảm nhiệm vị trí giảng viên đơn thuần nhưng ông vẫn là chuyên gia đầu ngành về luyện kim, cho nên thường xuyên được Bộ Chính trị triệu lên họp. Lúc đó, đường lối của Đảng và Nhà nước là ưu tiên phát triển công nghiệp nặng nên ngành luyện kim rất được chú trọng.
Sau hơn chục năm làm thầy, ông Mai Kỷ được điều về phụ trách viện nghiên cứu về luyện kim, được mấy năm rồi lên làm thứ trưởng (Bộ Luyện kim), sau đó làm phó chủ nhiệm Văn phòng Chính phủ, rồi phó chủ nhiệm Ủy ban Kế hoạch Nhà nước (nay là Bộ Kế hoạch-Đầu tư). Tại kỳ họp Quốc hội năm 1992, ông Kỷ trở thành Bộ trưởng - Chủ nhiệm Ủy ban Dân số.